# TV Corinthians
TV Corinthians foi um canal de televisão que pertenceu ao Sport Club Corinthians Paulista em parceria com o canal de televisão TV+. O canal estreou no dia 1 de março de 2011, e foi o primeiro canal voltado exclusivamente para um clube de futebol brasileiro.
A TV Corinthians, teve sua sede no Parque São Jorge, e contou com cerca de 100 funcionários envolvidos na produção, além de parceria com a Casa de Vídeo e Criação, produtora de conteúdo paulista. Como curiosidade, pode-se citar que toda a criação e formatação dos programas do canal foi efetuada pela equipe de criação da Casa de Vídeo, enquanto a linguagem editorial foi desenvolvida por seu editor-responsável, David Goldberg, conhecido por trabalhar em diversos outros projetos, como o Busão do Brasil, pela Rede Bandeirantes de Televisão. O canal mostra diversos programas, reportagens do clube, e os treinamentos da equipe.

## Parceria com TV Esporte Interativo
Em 2011, a TV Corinthians teve parte de sua programação exibida na TV Esporte Interativo. O canal aberto de esportes exibia 30 minutos diários de programação da TV Corinthians, por volta das 19 horas.

## Programas
- Minha Vida, Minha História
- Corinthians Pelo Mundo
- Dentro de Nossos Corações
- Louco Por ti
- Meu Bairro é do Timão
- Na Casa do Craque
- Na Rede Com o Corinthians
- Tudo Começa na Base
- Giro Alvinegro
- Só Timão
- Jogos do Timão ao vivo